# Deutsches Meisterschaftsrudern 1888
Das 7. Deutsche Meisterschaftsrudern wurde 1888 in Frankfurt am Main ausgetragen. Wie in den Jahren zuvor wurde nur im Einer der Männer ein Meister ermittelt. Achilles Wild von der Frankfurter Rudergesellschaft Germania 1869 konnte zum sechsten Mal den Meistertitel gewinnen.

## Medaillengewinner
| Bootsklasse | Gold                                           | Silber                             | Bronze                                |
| ----------- | ---------------------------------------------- | ---------------------------------- | ------------------------------------- |
| Einer       | Achilles Wild (Frankfurter RG Germania 1869 I) | Emil Döring (RC Favorite Hammonia) | Heinrich Stadtmüller (Offenbacher RV) |